# Théorème de Gauss-Lucas
Pour les articles homonymes, voir Théorème de Gauss et Théorème de Lucas.
En mathématiques, le théorème de Gauss-Lucas, ou théorème de Lucas, établit une propriété des polynômes complexes. Il énonce que les racines du polynôme dérivé sont situées dans l'enveloppe convexe de l'ensemble des racines du polynôme d'origine.
Ce résultat est évoqué de façon implicite en 1836 par Carl Friedrich Gauss[réf. nécessaire]. Félix Lucas énonce et prouve ce résultat dans une communication à l'Académie des Sciences de 1879.

## Motivation
Il est facile de remarquer que si P(x) = ax2 + bx + c = a(x – x1)(x – x2) est un polynôme du second degré, le zéro de P' est la demi-somme des zéros de P :
{\displaystyle P'(x)=2ax+b=a(x-x_{1}+x-x_{2})=0\Longleftrightarrow x=-{\frac {b}{2a}}={\frac {x_{1}+x_{2}}{2}}.}
Par ailleurs, si un polynôme de degré n à coefficients réels admet n zéros réels distincts x1 < x2 < ... < xn, on voit en utilisant le théorème de Rolle que les zéros du polynôme dérivé sont dans l'intervalle [x1 , xn].
Le résultat suivant peut être vu comme une généralisation de cette propriété des polynômes.

## Énoncé
Soit P un polynôme non constant à coefficients complexes. Alors tout zéro de P ' appartient à l'enveloppe convexe de l'ensemble des zéros de P.

## Preuve
Soit {\displaystyle P(z)=c\prod _{i=1}^{r}(z-a_{i})^{n_{i}}} la décomposition de P en facteurs irréductibles : le complexe c est le coefficient dominant du polynôme, les complexes ai en sont les zéros distincts, les entiers ni leurs multiplicités respectives.
On a alors :
En particulier, 
ce qui s'écrit aussi
En prenant les conjugués, on voit que z est un barycentre à coefficients positifs des ai.
Le cas où z est aussi zéro de P est évident.